# Девичья Поляна
Девичья Поляна (тат. Девичья Поляна) — деревня в Черемшанском районе Республики Татарстан России. Входит в состав Ульяновского сельского поселения.

## География
Деревня находится в юго-восточной части Татарстана, в лесостепной зоне, в пределах юго-восточной части Бугульмино-Белебеевской возвышенности, на берегах реки Челнинки, к югу от автодороги 16К-0131, на расстоянии примерно 17 километров (по прямой) к северо-западу от села Черемшан, административного центра района. Абсолютная высота — 136 метров над уровнем моря.

### Климат
Климат характеризуются как умеренно континентальный, с холодной продолжительной зимой и тёплым летом. Среднегодовая температура воздуха составляет 3,2 °С. Средняя температура воздуха самого холодного месяца (января) — −12 °C (абсолютный минимум — −47 °C); самого тёплого месяца (июля) — 18,7 °C (абсолютный максимум — 38 °C). Среднегодовое количество атмосферных осадков составляет 528 мм, из которых около 391 мм выпадает в период с апреля по октябрь. Снежный покров держится в течение 144 дней.

### Часовой пояс
Деревня Девичья Поляна, как и весь Татарстан, находится в часовой зоне МСК (московское время). Смещение применяемого времени относительно UTC составляет +3:00.

## Население
Население деревни Девичья Поляна в 2011 году составляло 169 человек.

### Национальный состав
Согласно результатам переписи 2002 года, в национальной структуре населения чуваши составляли 94 % из 166 чел.